# Iajuddin Ahmed
Iajuddin Ahmed em bengali:   ইয়াজউদ্দিন আহম্মেদ (Bikrampur, Índia britânica, 1 de fevereiro de 1931 – Banguecoque, 10 de dezembro de 2012), foi presidente do Bangladesh de 2002 a 2009.